# Santa Giustina
Santa Giustina är en ort och kommun i provinsen Belluno i regionen Veneto i Italien. Kommunen hade 6 786 invånare (2018).